# Vincenzo Vivarini
Vincenzo Vivarini (Ari, 2 gennaio 1966) è un allenatore di calcio ed ex calciatore italiano, di ruolo attaccante, tecnico del Pescara.

## Carriera

### Giocatore
Nella stagione 1988-1989 ha giocato col Celano nel campionato di Serie C2. Ha giocato in Serie B con la maglia del Cosenza. La sua miglior stagione da giocatore (in termini di reti totali nel singolo campionato) è stata però quella al Caltagirone, nella stagione 1996-1997: tra i dilettanti (l'allora campionato nazionale dilettanti, CND), Vivarini realizzò 20 gol in 34 presenze e con la squadra calatina sfiorò la promozione in C2.

### Allenatore
Dopo aver iniziato come vice allenatore e osservatore di Giulianova e Pescara, inizia la sua prima avventura in panchina come allenatore del Luco Canistro nei dilettanti. Successivamente, allena la Renato Curi Angolana nel girone F della Serie D, dimettendosi a marzo a causa di deludenti risultati.
La sua prima promozione dalla Serie D alla Lega Pro Seconda Divisione, arrivò nella stagione 2009-2010, dove a Chieti, portò i neroverdi alla vittoria del girone e nel campionato successivo al 6º posto.
Nei professionisti, dopo aver allenato dal 2011 al 2013 l'Aprilia portandola fino ai play-off, per poi essere esonerato nel corso nel campionato seguente, è chiamato sulla panchina del Teramo dove in tre anni, arrivò ad una storica promozione in Serie B degli aprutini, annullata dallo scandalo calcioscommesse.
A partire dal campionato di Serie B 2016-2017, è chiamato ad allenare il Latina. Conclude la stagione all'ultimo posto in classifica insieme al Pisa con conseguente retrocessione e fallimento della società laziale.
Il 19 giugno successivo è ufficializzato come nuovo tecnico dell'Empoli, appena retrocesso dalla Serie A, in sostituzione di Giovanni Martusciello. Il 17 dicembre 2017 è esonerato e sostituito da Aurelio Andreazzoli.
Il 12 luglio 2018 diventa allenatore dell'Ascoli, in Serie B. Conduce la squadra a una tranquilla salvezza classificandosi al tredicesimo posto. Inizialmente confermato dalla società anche per il successivo campionato, viene esonerato il 5 giugno 2019 e sostituito da Paolo Zanetti.
Il 24 settembre 2019 è ufficializzato come nuovo tecnico del Bari, in Serie C, in sostituzione dell'esonerato Giovanni Cornacchini. Conclude la stagione al secondo posto qualificandosi per i play-off, dove i biancorossi vengono sconfitti per 1-0 in finale contro la Reggiana. Il 24 agosto 2020 non viene confermato e lascia così la panchina dei pugliesi.
Rimasto sotto contratto con i pugliesi, il 25 novembre dello stesso anno recede dal contratto con i biancorossi per poi venire nominato nuovo tecnico della Virtus Entella, in Serie B. Il giorno dopo al debutto viene sconfitto dal Torino per 2-0, gara valida per il quarto turno di Coppa Italia; seguono sei sconfitte consecutive in campionato restando all’ultimo posto in classifica fino a quando tra dicembre e gennaio arrivano le uniche quattro vittorie. Il 12 aprile 2021 viene sollevato dall’incarico con la squadra ultima in classifica con 22 punti a 10 lunghezze dalla zona play-out; in tutto ha messo insieme 4 vittorie, 5 pareggi e 18 sconfitte (Coppa Italia compresa).
Il 30 novembre 2021, Vivarini viene nominato nuovo tecnico del Catanzaro, in Serie C, in sostituzione dell'esonerato Antonio Calabro. Il successivo 5 dicembre, al debutto sulla panchina calabrese, vince per 2-0 contro il Foggia. Chiude la stagione al secondo posto in classifica, dietro il Bari, qualificandosi così per i play-off, dove è però eliminato in semifinale dal Padova.
Nella stagione 2022-2023, dopo un campionato rimasto senza sconfitte fino a metà febbraio, l'allenatore guida la squadra calabrese alla vittoria del girone C con cinque giornate d'anticipo, che consente al Catanzaro di tornare in Serie B dopo diciassette anni e di raggiungere il record assoluto di punti (96) nella storia della Serie C. Nella serie cadetta la squadra di Vivarini si piazza quinta e ai play-off viene eliminata dalla Cremonese in semifinale. Il 28 giugno 2024 viene annunciata la risoluzione del contratto che lo legava ai calabresi.
Il 1º luglio 2024, Vivarini viene ufficialmente ingaggiato dal Frosinone, neo-retrocesso in Serie B, con cui firma un contratto biennale. Dopo una partenza negativa (6 punti in 9 partite), però, il club gialloblù decide di esonerare il tecnico abruzzese, venendo sostituito dal tecnico della Primavera Leandro Greco.
Il 2 luglio 2025 firma un contratto annuale con il Pescara in Serie B con rinnovo automatico in caso di salvezza raggiunta. Per lui si tratta di un ritorno in biancazzurro diciotto anni dopo l'ultima esperienza.

## Statistiche

### Statistiche da allenatore
Statistiche aggiornate al 22 ottobre 2024. In grassetto le competizioni vinte.
| Stagione            | Squadra          | Campionato       | Campionato | Campionato | Campionato | Campionato | Coppe nazionali | Coppe nazionali | Coppe nazionali | Coppe nazionali | Coppe nazionali | Coppe continentali | Coppe continentali | Coppe continentali | Coppe continentali | Coppe continentali | Altre coppe | Altre coppe | Altre coppe | Altre coppe | Altre coppe | Totale | Totale | Totale | Totale | % Vittorie | Piazzamento |
| Stagione            | Squadra          | Comp             | G          | V          | N          | P          | Comp            | G               | V               | N               | P               | Comp               | G                  | V                  | N                  | P                  | Comp        | G           | V           | N           | P           | G      | V      | N      | P      | %          | Piazzamento |
| ------------------- | ---------------- | ---------------- | ---------- | ---------- | ---------- | ---------- | --------------- | --------------- | --------------- | --------------- | --------------- | ------------------ | ------------------ | ------------------ | ------------------ | ------------------ | ----------- | ----------- | ----------- | ----------- | ----------- | ------ | ------ | ------ | ------ | ---------- | ----------- |
| 2000-gen. 2001      | Pro Vasto        | Ecc.             | 17         | 11         | 4          | 2          | CI-Ecc.         | -               | -               | -               | -               | -                  | -                  | -                  | -                  | -                  | -           | -           | -           | -           | -           | 17     | 11     | 4      | 2      | 64,71      | Eson.       |
| 2007-2008           | Luco Canistro    | D                | 34+2       | 12         | 7+2        | 15         | CI-D            | 4               | 2               | 0               | 2               | -                  | -                  | -                  | -                  | -                  | -           | -           | -           | -           | -           | 40     | 14     | 9      | 17     | 35,00      | 13°         |
| 2008-2009           | R.C. Angolana    | D                | 34         | 13         | 12         | 9          | CI-D            | 10              | 6               | 4               | 0               | -                  | -                  | -                  | -                  | -                  | -           | -           | -           | -           | -           | 44     | 19     | 16     | 9      | 43,18      | 7°          |
| 2009-2010           | Chieti           | D                | 34+2       | 20         | 7+1        | 7+1        | CI-D            | 3               | 2               | 0               | 1               | -                  | -                  | -                  | -                  | -                  | -           | -           | -           | -           | -           | 39     | 22     | 8      | 9      | 56,41      | 1° (prom.)  |
| 2010-2011           | Chieti           | 2D               | 30         | 11         | 13         | 6          | CI-LP           | 4               | 0               | 2               | 2               | -                  | -                  | -                  | -                  | -                  | -           | -           | -           | -           | -           | 34     | 11     | 15     | 8      | 32,35      | 6°          |
| Totale Chieti       | Totale Chieti    | Totale Chieti    | 66         | 31         | 21         | 14         |                 | 7               | 2               | 2               | 3               |                    | -                  | -                  | -                  | -                  |             | -           | -           | -           | -           | 73     | 33     | 23     | 17     | 45,21      |             |
| 2011-2012           | Aprilia          | 2D               | 40+2       | 18         | 11+2       | 11         | CI-LP           | 5               | 3               | 1               | 1               | -                  | -                  | -                  | -                  | -                  | -           | -           | -           | -           | -           | 47     | 21     | 14     | 12     | 44,68      | 5°          |
| 2012-feb. 2013      | Aprilia          | 2D               | 23         | 10         | 5          | 8          | CI-LP           | 6               | 4               | 0               | 2               | -                  | -                  | -                  | -                  | -                  | -           | -           | -           | -           | -           | 29     | 14     | 5      | 10     | 48,28      | Eson.       |
| Totale Aprilia      | Totale Aprilia   | Totale Aprilia   | 65         | 28         | 18         | 19         |                 | 11              | 7               | 1               | 3               |                    | -                  | -                  | -                  | -                  |             | -           | -           | -           | -           | 76     | 35     | 19     | 22     | 46,05      |             |
| 2013-2014           | Teramo           | 2D               | 34         | 15         | 10         | 9          | CI+CI-LP        | 2+1             | 1+0             | 0               | 1+1             | -                  | -                  | -                  | -                  | -                  | -           | -           | -           | -           | -           | 37     | 16     | 10     | 11     | 43,24      | 3°          |
| 2014-2015           | Teramo           | LP               | 38         | 21         | 12         | 5          | CI+CI-LP        | 1+1             | 0               | 0               | 1+1             | -                  | -                  | -                  | -                  | -                  | SC-LP       | 2           | 0           | 1           | 1           | 42     | 21     | 13     | 8      | 50,00      | 1° (prom.)  |
| 2015-2016           | Teramo           | LP               | 34         | 11         | 13         | 10         | CI+CI-LP        | 1+3             | 0+2             | 0               | 1+1             | -                  | -                  | -                  | -                  | -                  | -           | -           | -           | -           | -           | 38     | 13     | 13     | 12     | 34,21      | 8°          |
| Totale Teramo       | Totale Teramo    | Totale Teramo    | 106        | 47         | 35         | 24         |                 | 9               | 3               | 0               | 6               |                    | -                  | -                  | -                  | -                  |             | 2           | 0           | 1           | 1           | 117    | 50     | 36     | 31     | 42,74      |             |
| 2016-2017           | Latina           | B                | 42         | 6          | 21         | 15         | CI              | 2               | 1               | 0               | 1               | -                  | -                  | -                  | -                  | -                  | -           | -           | -           | -           | -           | 44     | 7      | 21     | 16     | 15,91      | 21° (retr.) |
| lug.-dic. 2017      | Empoli           | B                | 19         | 8          | 6          | 5          | CI              | 1               | 0               | 1               | 0               | -                  | -                  | -                  | -                  | -                  | -           | -           | -           | -           | -           | 20     | 8      | 7      | 5      | 40,00      | Eson.       |
| 2018-2019           | Ascoli           | B                | 36         | 10         | 13         | 13         | CI              | 1               | 0               | 0               | 1               | -                  | -                  | -                  | -                  | -                  | -           | -           | -           | -           | -           | 37     | 10     | 13     | 14     | 27,03      | 13°         |
| set. 2019-2020      | Bari             | C                | 25+3       | 14+1       | 11+1       | 0+1        | CI-C            | -               | -               | -               | -               | -                  | -                  | -                  | -                  | -                  | -           | -           | -           | -           | -           | 28     | 15     | 12     | 1      | 53,57      | Sub. 2°     |
| nov. 2020-apr. 2021 | Virtus Entella   | B                | 25         | 4          | 5          | 16         | CI              | 1               | 0               | 0               | 1               | -                  | -                  | -                  | -                  | -                  | -           | -           | -           | -           | -           | 26     | 4      | 5      | 17     | 15,38      | Sub., Eson. |
| dic. 2021-2022      | Catanzaro        | C                | 21+4       | 13+2       | 4+1        | 4+1        | CI+CI-C         | 0+2             | 0+0             | 0+1             | 0+1             | -                  | -                  | -                  | -                  | -                  | -           | -           | -           | -           | -           | 27     | 15     | 6      | 6      | 55,56      | Sub. 2°     |
| 2022-2023           | Catanzaro        | C                | 38         | 30         | 6          | 2          | CI+CI-C         | 1+3             | 0+1             | 0+1             | 1+1             | -                  | -                  | -                  | -                  | -                  | SC-C        | 2           | 1           | 1           | 0           | 44     | 32     | 8      | 4      | 72,73      | 1° (prom.)  |
| 2023-2024           | Catanzaro        | B                | 38+3       | 17+1       | 9+1        | 12+1       | CI              | 2               | 1               | 0               | 1               | -                  | -                  | -                  | -                  | -                  | -           | -           | -           | -           | -           | 43     | 19     | 10     | 14     | 44,19      | 5°          |
| Totale Catanzaro    | Totale Catanzaro | Totale Catanzaro | 104        | 63         | 21         | 20         |                 | 8               | 2               | 2               | 4               |                    | -                  | -                  | -                  | -                  |             | 2           | 1           | 1           | 0           | 114    | 66     | 24     | 24     | 57,89      |             |
| lug.-ott. 2024      | Frosinone        | B                | 9          | 1          | 3          | 5          | CI              | 1               | 0               | 0               | 1               | -                  | -                  | -                  | -                  | -                  | -           | -           | -           | -           | -           | 10     | 1      | 3      | 6      | 10,00      | Eson.       |
| 2025-2026           | Pescara          | B                | 0          | 0          | 0          | 0          | CI              | 2               | 1               | 0               | 1               | -                  | -                  | -                  | -                  | -                  | -           | -           | -           | -           | -           | 2      | 1      | 0      | 1      | 50,00      | in corso    |
| Totale carriera     | Totale carriera  | Totale carriera  | 587        | 249        | 180        | 158        |                 | 57              | 24              | 10              | 23              |                    | -                  | -                  | -                  | -                  |             | 4           | 1           | 2           | 1           | 648    | 274    | 192    | 182    | 42,28      |             |

## Palmarès

### Giocatore

#### Club

##### Competizioni interregionali
- Campionato Interregionale: 1

Celano: 1986-1987 (girone G)

##### Competizioni nazionali
- Coppa Italia Serie C: 1

Monza: 1990-1991

### Allenatore

#### Club

##### Competizioni interregionali
- Serie D: 1

Chieti: 2009-2010 (girone F)

##### Competizioni nazionali
- Lega Pro: 1  (Revocato)

Teramo: 2014-2015 (girone B)
- Serie C: 1

Catanzaro: 2022-2023 (girone C)
- Supercoppa Serie C: 1

Catanzaro: 2023

#### Individuale
- Panchina d'oro Lega Pro: 1

2014-2015
- Panchina d'oro Serie C: 1

2022-2023